# L'Astrée

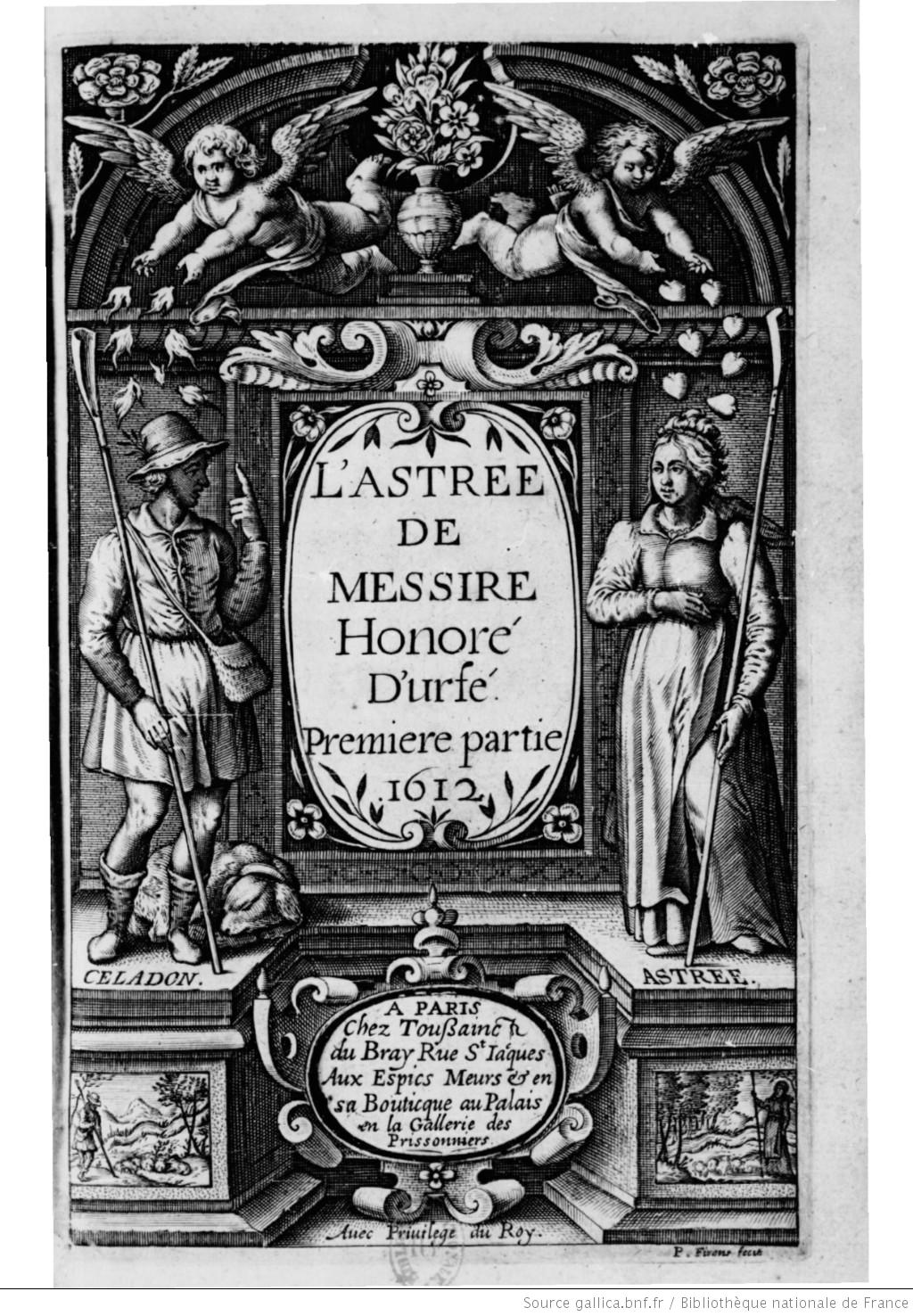
Titelblad från 1612

L'Astrée är en herderoman av den franske författaren Honoré d'Urfé, utgiven 1607 till 1627. Den utspelar sig i 400-talets Gallien. Handlingens huvudtråd skildrar herden Céladons kärlek till herdinnan Astrée, men merparten av verket utgörs av sidohistorier. Romanen är i sex delar med sammanlagt 5 399 sidor. Den blev mycket stilbildande och påverkade bland annat Jean-Jacques Rousseaus Julie eller Den nya Héloïse. L'Astrée har filmatiserats av Éric Rohmer som Astrée och Céladons kärlek, med premiär 2007.